# Perú en la clasificación de Conmebol para la Copa Mundial de Fútbol de 2002
La Selección de fútbol del Perú fue una de las diez selecciones de fútbol que participaron en la Clasificación de Conmebol para la Copa Mundial de Fútbol de 2002, en la que se definieron los representantes de Conmebol para la Copa Mundial de Fútbol de 2002, que se desarrolló en Corea del Sur y Japón.
La etapa preliminar —también denominada eliminatorias— se jugó en América del Sur, desde el 28 de marzo de 2000 y finalizó el 14 de noviembre de 2001. En las eliminatorias, se jugaron 18 fechas con el formato de todos contra todos, con partidos de ida y vuelta.
El torneo definió cinco equipos que representaron a la Confederación Sudamericana de Fútbol en la Copa Mundial de Fútbol. Los cuatro mejor posicionados, se clasificaron directamente al mundial mientras que el quinto ubicado, Uruguay, jugó repesca intercontinental frente a Australia.

## Proceso de clasificación

### Tabla de clasificación
| Equipo    | Pts | PJ | PG | PE | PP | GF | GC | Dif |
| --------- | --- | -- | -- | -- | -- | -- | -- | --- |
| Argentina | 43  | 18 | 13 | 4  | 1  | 42 | 15 | +27 |
| Ecuador   | 31  | 18 | 9  | 4  | 5  | 23 | 20 | +3  |
| Brasil    | 30  | 18 | 9  | 3  | 6  | 31 | 17 | +14 |
| Paraguay  | 30  | 18 | 9  | 3  | 6  | 29 | 23 | +6  |
| Uruguay   | 27  | 18 | 7  | 6  | 5  | 19 | 13 | +6  |
| Colombia  | 27  | 18 | 7  | 6  | 5  | 20 | 15 | +5  |
| Bolivia   | 18  | 18 | 4  | 6  | 8  | 21 | 33 | -13 |
| Perú      | 16  | 18 | 4  | 4  | 10 | 14 | 25 | -9  |
| Venezuela | 16  | 18 | 5  | 1  | 12 | 18 | 44 | -26 |
| Chile     | 11  | 18 | 3  | 2  | 13 | 15 | 27 | -12 |

### Puntos obtenidos contra cada selección durante las eliminatorias
La siguiente es una tabla detallada de los 16 puntos obtenidos contra cada una de las 9 selecciones que enfrentó la Selección peruana durante las eliminatorias.
| VS        | Bandera de Argentina | Bandera de Bolivia | Bandera de Brasil | Bandera de Chile | Bandera de Colombia | Bandera de Ecuador | Bandera de Paraguay | Bandera de Uruguay | Bandera de Venezuela | Total |
| --------- | -------------------- | ------------------ | ----------------- | ---------------- | ------------------- | ------------------ | ------------------- | ------------------ | -------------------- | ----- |
| Local     | 0                    | 1                  | 0                 | 3                | 0                   | 0                  | 3                   | 0                  | 3                    | 10    |
| Visitante | 0                    | 0                  | 1                 | 1                | 3                   | 0                  | 0                   | 1                  | 0                    | 6     |
| Total     | 0                    | 1                  | 1                 | 4                | 3                   | 0                  | 3                   | 1                  | 3                    | 16    |

## Resultados

### Primera vuelta
| 29 de marzo de 2000, 21:30 (UTC-5) | Perú                             | 2:0 (0:0) | Paraguay | Estadio Nacional del Perú, Lima                              |                                                              |
|                                    | Solano 55' (pen.) · Palacios 60' | Reporte   |          | Asistencia: 45 042 espectadores Árbitro(s): Horacio Elizondo | Asistencia: 45 042 espectadores Árbitro(s): Horacio Elizondo |

| 26 de abril de 2000, 21:00 (UTC-4) | Chile      | 1:1 (1:1) | Perú     | Estadio Nacional de Chile, Santiago de Chile                  |                                                               |
|                                    | Margas 42' | Reporte   | Jayo 38' | Asistencia: 44 979 espectadores Árbitro(s): Epifanio González | Asistencia: 44 979 espectadores Árbitro(s): Epifanio González |

| 4 de junio de 2000, 15:15 (UTC-5) | Perú | 0:1 (0:1) | Brasil   | Estadio Nacional del Perú, Lima                            |                                                            |
|                                   |      | Reporte   | Zago 34' | Asistencia: 45.000 espectadores Árbitro(s): Daniel Giménez | Asistencia: 45.000 espectadores Árbitro(s): Daniel Giménez |

| 29 de junio de 2000, 16:00 (UTC-5) | Ecuador                 | 2:1 (1:0) | Perú        | Estadio Olímpico Atahualpa, Quito                        |                                                          |
|                                    | Chalá 14' · Hurtado 51' | Reporte   | Pajuelo 73' | Asistencia: 40.167 espectadores Árbitro(s): Carlos Simon | Asistencia: 40.167 espectadores Árbitro(s): Carlos Simon |

| 19 de julio de 2000, 21:10 (UTC-5) | Perú | 0:1 (0:0) | Colombia  | Estadio Nacional del Perú, Lima                           |                                                           |
|                                    |      | Reporte   | Ángel 48' | Asistencia: 32.207 espectadores Árbitro(s): Mario Sánchez | Asistencia: 32.207 espectadores Árbitro(s): Mario Sánchez |

| 26 de julio de 2000, 19:30 (UTC-3) | Uruguay | 0:0 (0:0) | Perú | Estadio Centenario, Montevideo                          |                                                         |
|                                    |         | Reporte   |      | Asistencia: 54.345 espectadores Árbitro(s): Oscar Godoi | Asistencia: 54.345 espectadores Árbitro(s): Oscar Godoi |

| 16 de agosto de 2000, 21:00 (UTC-5) | Perú         | 1:0 (0:0) | Venezuela | Estadio Nacional del Perú, Lima                          |                                                          |
|                                     | Palacios 69' | Reporte   |           | Asistencia: 41.084 espectadores Árbitro(s): Byron Moreno | Asistencia: 41.084 espectadores Árbitro(s): Byron Moreno |

| 3 de septiembre de 2000, 17:00 (UTC-5) | Perú              | 1:2 (0:2) | Argentina              | Estadio Nacional del Perú, Lima                        |                                                        |
|                                        | Samuel 68' (a.g.) | Reporte   | Crespo 25' · Verón 37' | Asistencia: 43.951 espectadores Árbitro(s): Óscar Ruiz | Asistencia: 43.951 espectadores Árbitro(s): Óscar Ruiz |

| 8 de octubre de 2000, 16:00 (UTC-4) | Bolivia   | 1:0 (1:0) | Perú | Estadio Hernando Siles, La Paz                           |                                                          |
|                                     | Suárez 4' | Reporte   |      | Asistencia: 21.791 espectadores Árbitro(s): Jorge Carpio | Asistencia: 21.791 espectadores Árbitro(s): Jorge Carpio |

### Segunda vuelta
| 15 de noviembre de 2000, 19:45 (UTC-4) | Paraguay                                                                                 | 5:1 (3:0) | Perú       | Estadio Defensores del Chaco, Asunción                     |                                                            |
|                                        | Santa Cruz 15' · del Solar 25' (a.g.) · Cardozo 45' · Paredes 65' · Chilavert 83' (pen.) | Reporte   | García 76' | Asistencia: 30.000 espectadores Árbitro(s): Daniel Giménez | Asistencia: 30.000 espectadores Árbitro(s): Daniel Giménez |

| 27 de marzo de 2001, 21:00 (UTC-5) | Perú                                    | 3:1 (0:0) | Chile     | Estadio Nacional del Perú, Lima                           |                                                           |
|                                    | Maestri 53' · Mendoza 72' · Pizarro 81' | Reporte   | Navia 61' | Asistencia: 38.901 espectadores Árbitro(s): Ángel Sánchez | Asistencia: 38.901 espectadores Árbitro(s): Ángel Sánchez |

| 25 de abril de 2001, 21:45 (UTC-3) | Brasil      | 1:1 (0:0) | Perú        | Estadio Morumbi, São Paulo                                 |                                                            |
|                                    | Romário 65' | Reporte   | Pajuelo 77' | Asistencia: 55.000 espectadores Árbitro(s): Rahman Al-Zaid | Asistencia: 55.000 espectadores Árbitro(s): Rahman Al-Zaid |

| 2 de junio de 2001, 16:00 (UTC-5) | Perú       | 1:2 (1:1) | Ecuador                  | Estadio Monumental, Lima                                    |                                                             |
|                                   | Pizarro 2' | Reporte   | Méndez 11' · Delgado 90' | Asistencia: 54.236 espectadores Árbitro(s): Antonio Marrufo | Asistencia: 54.236 espectadores Árbitro(s): Antonio Marrufo |

| 16 de agosto de 2001, 20:00 (UTC-5) | Colombia | 0:1 (0:0) | Perú       | Estadio El Campín, Bogotá                                     |                                                               |
|                                     |          | Reporte   | Solano 47' | Asistencia: 41.075 espectadores Árbitro(s): Felipe Ramos Rizo | Asistencia: 41.075 espectadores Árbitro(s): Felipe Ramos Rizo |

| 4 de septiembre de 2001, 21:00 (UTC-5) | Perú | 0:2 (0:2) | Uruguay                | Estadio Nacional del Perú, Lima                          |                                                          |
|                                        |      | Reporte   | Silva 11' · Recoba 42' | Asistencia: 36.226 espectadores Árbitro(s): Anders Frisk | Asistencia: 36.226 espectadores Árbitro(s): Anders Frisk |

| 6 de octubre de 2001, 19:30 (UTC-4) | Venezuela                     | 3:0 (0:0) | Perú | Polideportivo de Pueblo Nuevo, San Cristóbal                     |                                                                  |
|                                     | Alvarado 54', 77' · Morán 80' | Reporte   |      | Asistencia: 17.220 espectadores Árbitro(s): Mario Sánchez Yantén | Asistencia: 17.220 espectadores Árbitro(s): Mario Sánchez Yantén |

| 8 de noviembre de 2001, 18:00 (UTC-3) | Argentina              | 2:0 (0:0) | Perú | Estadio Monumental, Buenos Aires                            |                                                             |
|                                       | Samuel 46' · López 84' | Reporte   |      | Asistencia: 18.901 espectadores Árbitro(s): Jorge Larrionda | Asistencia: 18.901 espectadores Árbitro(s): Jorge Larrionda |

| 14 de noviembre de 2001, 20:30 (UTC-5) | Perú    | 1:1 (1:0) | Bolivia      | Estadio «Monumental de la "U"», Lima                       |                                                            |
|                                        | Alva 8' | Reporte   | Castillo 87' | Asistencia: 2.374 espectadores Árbitro(s): Héctor Baldassi | Asistencia: 2.374 espectadores Árbitro(s): Héctor Baldassi |

## Jugadores convocados
Listado de jugadores que participaron en las eliminatorias para la Copa Mundial 2002.
| Nombre                | Posición      | Club                      |
| --------------------- | ------------- | ------------------------- |
| Óscar Ibáñez          | Portero       | Universitario de Deportes |
| Marco Flores          | Portero       | Alianza Lima              |
| Francisco Pizarro     | Portero       | Alianza Lima              |
| Francisco Bazán       | Portero       | Universitario de Deportes |
| Leao Butrón           | Portero       | Sporting Cristal          |
| Johnny Vegas          | Portero       | Sport Boys                |
| Miguel Miranda        | Portero       | Sporting Cristal          |
| Luis "Cuto" Guadalupe | Defensa       | Malinas                   |
| José Chacón Chávez    | Defensa       | Sport Boys                |
| José Soto             | Defensa       | Celaya FC                 |
| Miguel Rebosio        | Defensa       | Real Zaragoza             |
| Percy Olivares        | Defensa       | Panathinaikos             |
| Marcial Salazar       | Defensa       | MetroStars                |
| Jorge Huamán          | Defensa       | Sporting Cristal          |
| Juan Reynoso          | Defensa       | Cruz Azul                 |
| Jorge Soto            | Defensa       | Sporting Cristal          |
| Ernesto Arakaki       | Defensa       | Alianza Lima              |
| Juan Pajuelo          | Defensa       | Atlético Bachilleres      |
| Santiago Salazar      | Defensa       | Trabzonspor               |
| Wálter Vílchez        | Defensa       | Alianza Lima              |
| Manuel Marengo        | Defensa       | Sporting Cristal          |
| Francisco Hernández   | Defensa       | Alianza Lima              |
| Martín Hidalgo        | Defensa       | Vélez Sársfield           |
| Alexis Ubillús        | Defensa       | Alianza Lima              |
| Juan Jayo             | Mediocampista | Celta de Vigo             |
| Freddy Suárez         | Mediocampista | Melgar                    |
| José Pereda           | Mediocampista | Boca Juniors              |
| Marko Ciurlizza       | Mediocampista | Botafogo                  |
| Germán Pinillos       | Mediocampista | Deportivo Municipal       |
| Chemo del Solar       | Mediocampista | Universitario de Deportes |
| Henry Quinteros       | Mediocampista | Alianza Lima              |
| Nolberto Solano       | Mediocampista | Newcastle United          |
| Roberto Palacios      | Mediocampista | Sporting Cristal          |
| David Soria           | Mediocampista | Sporting Cristal          |
| Luis Hernández        | Mediocampista | Alianza Lima              |
| Érick Torres          | Mediocampista | Sporting Cristal          |
| Juan Velásquez        | Mediocampista | Sport Boys                |
| Roger Serrano         | Mediocampista | Alianza Lima              |
| Édson Uribe           | Mediocampista | Deportivo Maldonado       |
| Juan Carlos Bazalar   | Mediocampista | Alianza Lima              |
| Gregorio Bernales     | Mediocampista | Universitario de Deportes |
| Jean Ferrari          | Mediocampista | Sporting Cristal          |
| Frank Palomino        | Mediocampista | Cienciano                 |
| Wálter Zevallos       | Mediocampista | Coventry City F. C.       |
| Julio Rivera          | Mediocampista | Sport Boys                |
| Kukín Flores          | Mediocampista | Belgrano                  |
| Alfredo Carmona       | Mediocampista | Deportivo Municipal       |
| Paolo Maldonado       | Mediocampista | Universitario de Deportes |
| Piero Alva            | Mediocampista | Sporting Cristal          |
| Darío Muchotrigo      | Mediocampista | Ionikos de Nicea          |
| Claudio Pizarro       | Delantero     | Bayern de Múnich          |
| Andrés Mendoza        | Delantero     | Club Brujas KV            |
| Flavio Maestri        | Delantero     | Universidad de Chile      |
| Roberto Holsen        | Delantero     | Alianza Lima              |
| Ysrael Zúñiga         | Delantero     | Coventry City F. C.       |
| Waldir Sáenz          | Delantero     | Alianza Lima              |
| Abel Lobatón          | Delantero     | Athletico Paranaense      |
| Pedro Ascoy           | Delantero     | Alianza Lima              |
| Germán Carty          | Delantero     | Estudiantes de Medicina   |
| Roberto Silva         | Delantero     | Werder Bremen             |

| Predecesor: Francia 1998 | Perú en la clasificación de Conmebol para la Copa Mundial de Fútbol Corea del Sur y Japón 2002 | Sucesor: Alemania 2006 |

- Datos: Q54809885